# WINS

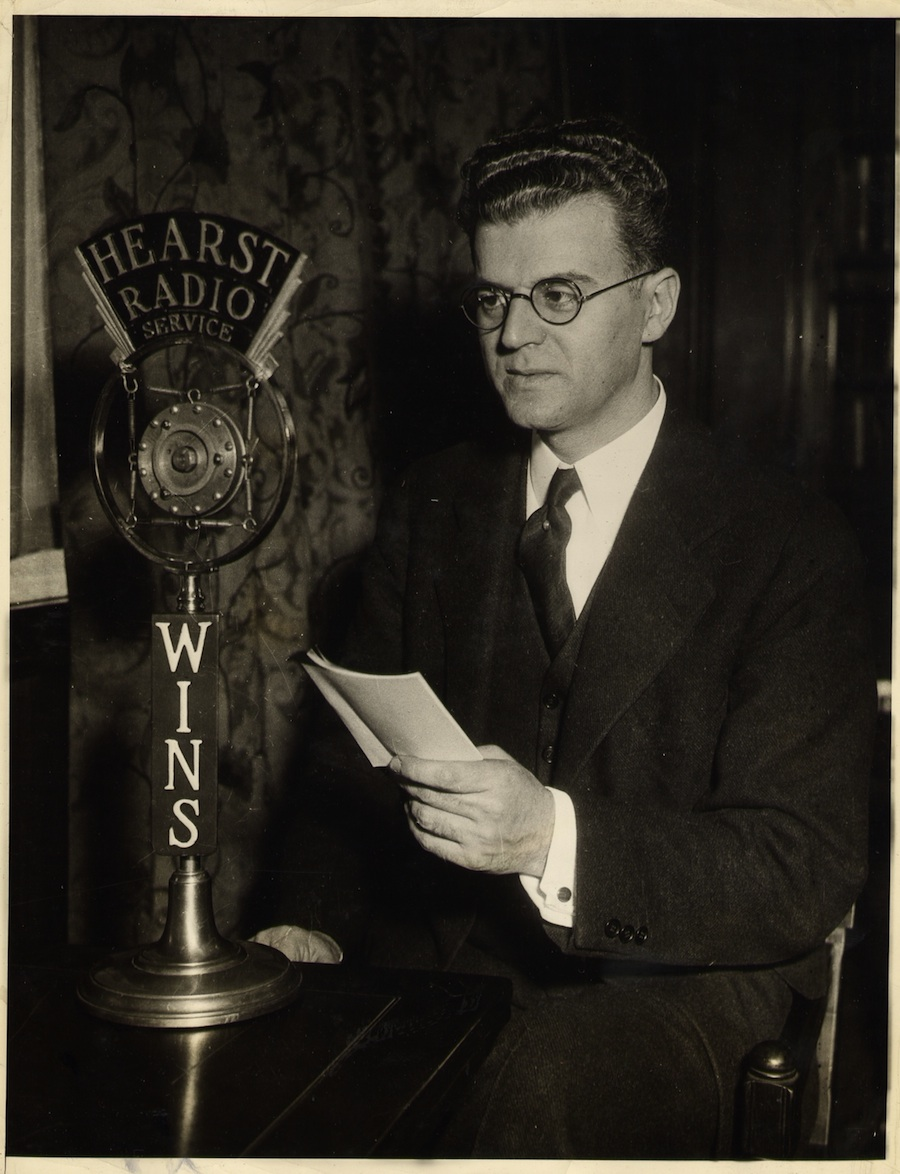
Louis Israel Newman spricht auf WINS einen Text ein, Aufnahme aus den 1930er Jahren

WINS (World International News Service, Slogan “All news. All the time”), auch 1010 WINS, ist eine Radiostation in New York City. WINS ist die älteste "all-news"-Radio Station der Vereinigten Staaten und sendet dieses Format ununterbrochen seit 19. April 1965. Sie gehört CBS Radio und wurde 2016 als „Legendary Station of the Year“ von der National Association of Broadcasters’ (NAB) Marconi Radio Awards ausgezeichnet.
WINS hat den on-air Slogan "10-10 Wins". Inhalte werden vom ABC News Radio, dem Syndikat-Dienst Westwood One News und Bloomberg Radio übernommen. Die WINS's Studios befinden sich in der CBS Radio Facility im Viertel Hudson Square in Manhattan, während der Sender in Lyndhurst, New Jersey steht.